# 枕崎市立桜山小学校
枕崎市立桜山小学校（まくらざきしりつさくらやましょうがっこう）は、鹿児島県枕崎市桜山町にある市立小学校。

## 概要
児童数は160名。（平成27年5月1日現在）

## 歴史
- 1869年（明治2年） - 鹿児島藩第二郷校として開校。
- 1879年（明治12年） - 枕崎小学校が分離独立。
- 1891年（明治24年） - 桜山小学校金山分校が開校[2]。
- 1892年（明治25年） - 桜山小学校金山分校が金山小学校として分離独立[2]。
- 1949年（昭和24年） - 枕崎町が市制施行し枕崎市となったのに伴い、枕崎市立桜山小学校に改称。
- 2014年（平成26年） - 枕崎市立金山小学校を吸収合併。

## 通学区域
桜山小学校の通学区域は以下の区域が指定されている。
- 枕崎市
  - 木場町、岩崎町、鹿篭麓町、桜山西町、桜山本町、桜山東町、桜山上町、道野町、寿町、妙見町、桜山町、清水町、金山町、金山西町、田布川町、美山町の全域
  - 園見本町、中央町、平田町、明和町の一部

## 進学先中学校
- 枕崎市立桜山中学校

## 出身者
- 前田祝成 - 枕崎市長